# God bestaat niet
God bestaat niet was een zesdelig Nederlands televisieprogramma van Paul Jan van de Wint en Rob Muntz uitgezonden door de RVU in 2005. In elke aflevering kwam een vooraanstaand wetenschapper in een kerk zijn of haar visie uitleggen op de stelling waarom God niet kon bestaan. In het programma werden interviews met onder meer Dick Swaab, Vincent Icke en Jaap van Heerden door Van de Wint afgewisseld met satirische sketches waarin Muntz de spot dreef met godsdienstige symboliek.
Aan het begin van elke aflevering 'preekte' Muntz vanaf de kansel de volgende tekst:
"Ongelovigen vormen wereldwijd een zeer kleine minderheid van zo’n twee en een half procent. Dit getal neemt alleen maar af. En gelovigen worden overal ter wereld in staat gesteld hun kinderen te vergiftigen met hun mentaliteit en overtuiging, via de opvoeding en scholing. Er is een tendens dat fundamentalistische gelovigen aan macht winnen. Is er wel een scheiding tussen kerk en staat?"

## Afleveringen
Uitgekomen op de dvd God bestaat niet, aangevuld met radio-interviews met o.a. arabist en islamoloog Hans Jansen en filosoof Herman Philipse:
- God bestaat niet (1) - Dick Swaab (hersenonderzoeker), uitgezonden op 7 juni 2005
- God bestaat niet (2) - Andries van Dantzig (psychiater), uitgezonden op 14 juni 2005
- God bestaat niet (3) - Hans Crombag (rechtspsycholoog), uitgezonden op 21 juni 2005
- God bestaat niet (4) - Carla Rus (psychiater en traumatoloog), uitgezonden op 28 juni 2005
- God bestaat niet (5) - Vincent Icke (astrofysicus), uitgezonden op 5 juli 2005
- God bestaat niet (6) - Jaap van Heerden (filosoof en psycholoog), uitgezonden op 12 juli 2005